# ناحیه موبنده
ناحیه موبنده (به لاتین: Mubende District) یک منطقهٔ مسکونی در اوگاندا است که در استان مرکزی، اوگاندا واقع شده‌است. ناحیه موبنده ۶۱۰٬۶۰۰ نفر جمعیت دارد و ۱٬۳۰۰ متر بالاتر از سطح دریا واقع شده‌است.